# Afghan Film
Afghan Film también conocida como Afghan Film Organization (AFO) es la agencia estatal de cine afgano. Funciona desde el 1968 con la excepción de los años 1996 a 2001 periodo en el que país estaba bajo control de los talibanes. Su actual presidenta es Sahraa Karimi, que obtuvo el doctorado en cine por la  Academia de Artes Escénicas de Bratislava siendo la primera mujer en presidir la organización.
También es un archivo cinematográfico. Muchos de sus contenidos fueron destruidos por los talibanes, a pesar de que algunos miembros del personal salvaron valiosas películas arriesgando su propia vida.  En el documental A Flickering Truth de 2015 se hizo una crónica de varios esfuerzos de rescate y archivo.
El agosto de 2019 se celebró un festival de cine que mostró 100 películas en diferentes salas de cine del país para celebrar el centenario de la independencia del país.
El 2019 se presentó el documental The Forbidden Reel, que detalla la historia del cine afgano mediante entrevistas y archivos. Dirigida por el cineasta afgano-canadiense, Ariel Nasr, la película se estrenó internacionalmente en IDFA 2019,  y ganó el premio Rogers del público en Hot Docs 2020.
En agosto de 2021 ante la llegada a Kabul de los talibanes recuperando el control del país Karimi expresó su preocupación y pidió ayuda a la comunidad internacional.
Entre las películas destacadas del cine afgano recientes se encuentran Ferie dancer de Jawed Wassell, Osama de Siddiq Barmak, Kandahar de Mohsen Malkmalbaf, Buda explotó por vergüenza de Hana Malkmalbaf o A las cinco de la tarde de Samira Malkmalbaf.